# Schwarzach am Main
Schwarzach am Main é um município da Alemanha, localizada no distrito de Kitzingen, no estado de Baviera.